# Дамармен
Дамарме́н (також Демармен, дав.-гр. Δημάρμενος / Δαμαρμένης) — персонаж давньогрецької міфології, рибак з Еретрії.
Дамармен виловив рибальською сіткою величезну кістку, заховав її в піску, а сам звернувся до Дельфійського оракула з питанням, чия це кістка і що слід з нею зробити. Виявилося, що це була плечова кістка Пелопа, що свого часу знадобилася грекам аби домогтися успіху під Троєю разом з луком і стрілами Геракла, які той перед своєю смертю подарував Пеанту. Багато років тому корабель, на якому греки везли кістку Пелопа, повертаючись з-під Трої, затонув під час шторму біля берегів Евбеї. Оракул оголосив, що тепер ця кістка повинна врятувати від мору жителів Еліди, і наказав Дамармену віддати її їм. За те, що Дамармен вручив елідцям свою знахідку, вони щедро його нагородили і зробили посаду хранителя цієї реліквії спадковою в його родині.